# 배비장
《배비장》은 한국에서 제작된 신상옥 감독의 1965년 영화이다. 김승호 등이 주연으로 출연하였고 지덕영 등이 제작에 참여하였다.

## 출연

### 주연
- 김승호
- 최은희
- 김희갑

## 기타
- 원작자: 채만식
- 조명: 정경희
- 미술: 송백규